# Clinteria freyneyi
Clinteria freyneyi är en skalbaggsart som beskrevs av Pavicevic 1987. Clinteria freyneyi ingår i släktet Clinteria och familjen Cetoniidae. Inga underarter finns listade i Catalogue of Life.